# 奧羅克鎮區 (明尼蘇達州舍本縣)
奧羅克鎮區（英語：Orrock Township）是位於美國明尼蘇達州舍本縣的一個行政鎮區。

## 地方資料
奧羅克鎮區的面積為93.86平方千米，當中陸地面積為90.14平方千米，而水域面積為3.72平方千米。根據2020年美國人口普查的數據，當地共有人口3544人，而人口密度為每平方千米37.76人。